# Arkadaşlar elele
Arkadaşlar elele (dt.: Lasst uns Freunde sein) ist ein Medienangebot zum interkulturellen Lernen. Es wurde durch eine gleichnamige Fernsehsendung bekannt. Moderator ist der Kinderliedermacher und diplomierte Sozialpädagoge Volker Rosin. Arkadaşlar elele richtet sich vornehmlich an Kinder im Kindergarten- und Grundschulalter.

## Information
Arkadaşlar elele erschien als Buch, als Musik-CD mit der Sängerin Belgin Öztekin und als DVD mit den Folgen der Fernsehsendung.
Die Fernsehsendung wurde vom ZDF produziert und 2006 im Kinderkanal ausgestrahlt. Es wurden zwei Staffeln abgedreht, weitere sind bisher nicht geplant. In der Sendung arbeiten Rosin und Ötztekin mit 38 Kindern deutscher und türkischer Abstammung zusammen. Es wird darauf Wert gelegt, Besonderheiten der türkischen Kultur, beispielsweise das Zuckerfest, und insbesondere die Bräuche in Deutschland lebender Einwanderer aus der Türkei kindgerecht zu erklären. Das Format richtet sich an Kinder im Alter zwischen zwei und zehn Jahren.
Kernstück von Arkadaşlar elele bilden die Mitmachlieder Rosins, die auch aus anderen Zusammenhängen bekannt sind. Die Lieder sind zweisprachig, sowohl türkisch als auch deutsch, und sollen die Erlebniswelt deutscher und türkischer Kinder positiv beeinflussen. Zweck ist es, der Entstehung von Vorurteilen entgegenzuwirken. So übersetzt Belgin Öztekin in den türkischsprachigen Passagen des KI.KA Tanzalarm-Songs Gel Oynamaya das „singenden Känguru“ in „Kanguru“ und das Lied „Mein Lied“ in „Benim Şarkım“.
Die CD Arkadaşlar elele bietet neben den türkischen Liedern auch die deutschen Originaltitel und Halbplaybacks zum Selbersingen. Auch auf den bewegungspädagogischen Ansatz wird Wert gelegt.

## Titelliste
1. Arkadaşlar elele
2. Selam, iyi günler
3. Bay Cingöz
4. Benim Şarkım
5. Kanguru
6. Gel Oynamaya
7. Lasst uns heute Freunde sein
8. Das Däumchen, das macht so
9. Flitze Flattermann
10. Das Lied über mich
11. Das singende Känguruh
12. Komm, lass uns tanzen (KI.KA Tanzalarm)
13. Arkadaşlar elele / Freunde Hand in Hand (Playback)
14. Selam, iyi günler / Das Däumchen, das macht so (Playback)
15. Bay Cingöz / Flitze Flattermann (Playback)
16. Benim Şarkım / Mein Lied (Playback)
17. Kanguru / Das singende Känguruh (Playback)
18. Gel Oynamaya / Komm, lass uns tanzen (KI.KA Tanzalarm) (Playback)
19. Arkadaşlar elele / Freunde Hand in Hand (Deutsch/Türkische Version)